# Рубцова, Татьяна Алексеевна
Татьяна Алексеевна Рубцова (род. 8 мая 1962, Всеволожск) — российская шахматистка, гроссмейстер среди женщин (1986).
Воспитанница Э. И. Бухмана. Серебряный призёр 1-го чемпионата мира среди девушек до 20 лет в г. Сента (1982; за А. Брустман). Достигла успехов международных турнирах в Сочи: 1983 — 5-е, 1984 и 1985 — 1-е, 1986 — 2—3-е места.
В составе сборной ВС СССР серебряный призёр командного Кубка СССР 1982 года.

## Изменения рейтинга
| Графики недоступны из-за технических проблем. См. информацию на Фабрикаторе и на mediawiki.org. |